# 田村充義
田村 充義（たむら みつよし）は日本の音楽プロデューサー。所属は田村制作所。早稲田大学卒。

## 概要
ビクター音楽産業→ビクターエンタテインメントでディレクター、音楽プロデューサーとして活動後、独立して田村制作所を設立、同社の代表取締役に就任。ビクター在籍時、小泉今日子のディレクターを長期間担当したが、当時のアイドルとしては斬新な試みを試したり、秋元康や井上ヨシマサなどの若手を楽曲に起用するなど当時のアイドルプロデュースとしては異例の抜擢を行い話題を呼んだ。現在は、音楽関連ソフトウェアやライブ・コンサートの企画・制作などのプロデュースをメインとしている。

## 手掛けたアーティスト
- 桜田淳子
- 及川光博
- 小泉今日子
- 広瀬香美
- 坂本真綾
- 上戸彩
- SMAP
- HEADS
- ポルノグラフィティ
- とんねるず
- 嘉門達夫
- 河原崎辰也 AND THE MIDLAND BAND
- 洸平（松下洸平）

など

## 映像作品

### 映画
- ボクの女に手を出すな（1986年） - 音楽プロデューサー